# Daniel Cavia
Pour les articles homonymes, voir Cavia.
Cavia  Sanz est un nom espagnol. Le premier nom de famille, en général paternel, est Cavia ; le second, en général maternel, souvent omis, est Sanz.
Daniel Cavia Sanz, né le 2 juin 2002 à Laguna de Duero, est un coureur cycliste espagnol.

## Biographie
Daniel Cavia est originaire de Laguna de Duero, en Castille-et-León. Durant son enfance, il pratique successivement le football, l'athlétisme puis le duathlon. Il finit toutefois par opter pour le vélo vers l'âge de dix ans. Son père est lui-même un ancien coureur cycliste,. 
À l'automne 2020, il devient champion d'Espagne de vitesse par équipes juniors, aux côtés de ses coéquipiers Iván Gómez et Sergio Fernández. L'année suivante, il rejoint le club Eiser-Hirumet, basé au Pays basque. Avec cette formation, il est sacré champion régional de Castille-et-León sur route. Il devient également champion d'Espagne dans la discipline de l'omnium en 2022, chez les espoirs,. 
En 2023, il est incorporé dans l'effectif du club cantabre Gomur-Cantabria Infinita. Il délaisse à cette occasion la piste pour se concentrer sur la route. Sous ses nouvelles couleurs, il remporte le classement général du Tour de Cantabrie. Il gagne aussi une étape du Tour de Castellón et du Tour de Galice. Sur le territoire français, il termine deuxième de l'étape inaugurale du Tour du Piémont pyrénéen. 
En 2024, il intègre la réserve de l'équipe Burgos BH. Régulier, il s'adjuge le classement final de la Coupe d'Espagne amateurs, après s'être imposé sur deux de ses manches : le Gran Premio Primavera de Ontur et la Santikutz Klasika. Il remporte par ailleurs une étape du Tour de Zamora ainsi que la version amateur du Tour de Castille-et-León. Grâce à ses résultats, il parvient à signer un premier contrat professionnel de trois ans avec Burgos BH. Ses dirigeants le décrivent comme un coureur plutôt polyvalent, doté d'une bonne pointe de vitesse.

## Palmarès sur route
- 2021
  - Champion de Castille-et-León sur route
  - 2e de la Prueba Alsasua
- 2023
  - 4e étape du Tour de Castellón
  - Tour de Cantabrie :
    - Classement général
    - 1re étape

  - 3e étape du Tour de Galice
- 2024
  - Coupe d'Espagne amateurs
  - Gran Premio Primavera de Ontur
  - Trofeo San Isidro
  - Santikutz Klasika
  - 3e étape du Tour de Zamora
  - Tour de Castille-et-León amateurs
  - 2e du Mémorial Manuel Sanroma

## Palmarès sur piste

### Championnats nationaux
- 2020
  -  Champion d'Espagne de vitesse par équipes juniors (avec Iván Gómez et Sergio Fernández)
- 2022
  -  Champion d'Espagne de l'omnium espoirs